# 1975 Голяма награда на ЮАР
1975 Голяма награда на ЮАР е 12-о състезание за Голямата награда на Южна Африка и трети кръг от сезон 1975 във Формула 1. Провежда се на 1 март 1975 година на пистата Киалами, ЮАР.

## Репортаж
След като Ферари трябваше да използва 312B3 за южноамериканските състезания, болидът е заменен от по-надеждния 312T за Ники Лауда и Клей Регацони, макар че само два модела са конструирани и затова трябваше да използват един от старите болиди за резерва. Марч имат на разположение новия 751 за Виторио Брамбила, докато стария 741 е използван от 33-годишната Лела Ломбарди, която носи със себе си подкрепата от спонсора Lavazza. БРМ все още са със стария болид от предходната година, но без Майк Уайлдс заради слабите резултати постигнати от англичанина. Вместо това семейство Стенли назначиха Боб Еванс, шампион за Формула 5000 за 1974. Представянето на Жан-Пиер Жарие в първите състезания накара Шадоу да конструират втория DN5 за Том Прайс, както и потвърждението, че уелсеца остава в отбора до края на сезона, след като не успяха да привлекат Рони Петерсон. За първи път Ембаси Хил конструираха собствен болид, използвайки компоненти от Лола. Шасито Хил GH1 е на разположение на Ролф Щомелен, докато Греъм Хил е все още с Лола.
Редовните пилоти както винаги са присъединени от гостуващите пилоти от местния шампионат. Дейв Чарлтън е със спонсорирания от Лъки Страйк, Макларън M23, докато Тийм Гънстън са с Лотус 72D за Еди Кейзан и Гай Тънмър, а братът на Джоди Шектър, Иън е със спонсорирания от Лексингтън, Тирел 007.

### Квалификация
Брабам отново изумиха всички с тяхната скорост на бързото трасе, като победителя от предишния кръг, Карлос Паче продължи успешното си представяне с пол-позиция. Бразилецът изпревари съотборника си Карлос Ройтеман със седем стотни от секундата. За своето домашно състезание Джоди Шектър се класира трети, помогнато от промененото окачване на своя Тирел, докато Лауда класира новото Ферари на четвърта позиция. Патрик Депайе и Марио Андрети окупираха третата редица, следвани от Брамбила, Петерсон, Регацони и Джон Уотсън и подобряващия Съртис. Емерсон Фитипалди се озова чак 11-и, докато Джеймс Хънт и Жарие бяха извън форма и се класираха след бразилеца. Лела Ломбарди се класира 26-и, за да участва в своето първо състезание и първо за жена след Мария Тереза Де Филипис през 1957, за сметка от Уилсън Фитипалди и изненадващо Греъм Хил, които останаха извън 26-те, даващи право за участие в състезанието.

### Състезание
Паче победи Шектър към първия завой, докато Петерсон направи добър старт, за да се залепи зад тях на трета. Ройтеман е четвърти пред Депайе, Регацони, Е. Фитипалди, Лауда, Брамбила, Хънт, Андрети и останалите. Уилсън който е поставен като първа резерва излезе на трасето, след като видя Тънмър да изпитва проблеми на старта, преди да види южноафриканеца в огледалата, заради което той реши да се прибере в бокса, преди да бъде дисквалифициран. В началото на третата обиколка, Джоди направи атака срещу Паче на правата при това успешна на завоя Кроуторн, и Тирел-а поведе в състезанието. Междувременно Петерсон е изпреварен от Ройтеман и Депайе поради сериозно недозавиване, след което двамата застигнаха Паче. Бразилецът усещайки проблеми с педала на спирачката, даде знак на аржентинеца да го задмине.
Ройтеман спря прогреса на Шектър, докато Паче скоро е изпреварен от Депайе и Емерсон Фитипалди, който се справи с Регацони. След Лауда е Петерсон, докато Иън Шектър направи добър прогрес, задминавайки бавните болиди пред себе си. Назад в класирането, Икс е в затруднение при опита си да се откъсне от Гънстън Лотус-ите на Кейзан и Тънмър, докато новия Марч стана първата жертва, след като Брамбила напусна с разкъсан маслен радиатор. Уотсън е следващия с повреда в съединителя, докато Петерсон влезе в бокса, след като проблемите по управлението на неговия Лотус унищожиха гумите. Мерцарио получи повреда в двигателя в 22-рата обиколка, докато дебюта на Ломбарди завърши обиколка по-късно с проблем в горивната система.
Междувременно публиката остана доволна, заради карането на Джоди Шектър, който не успя да се отдалечи твърде далеч от Ройтеман, но не е под заплаха от страна на Брабам-а. Депайе все още се намира на трета позиция, докато Емерсон спря в бокса, след като двигателя му прекъсна, оставяйки Паче на четвърта позиция, след като Карлос се справи с проблемите по педала за спирачката.
Ферари-тата се движат пети и шести, но не достатъчно бързи за съперниците които са пред тях. Йохен Мас е след тях, докато Щомелен е под атаките на Иън Шектър, преди южноафриканеца да загуби контрол върху машината си на завоя Кроуторн, забивайки се към мрежовите огради в 56-а обиколка. Жарие, който не показа завидната си форма от Интерлагос, отпадна с прегряване на своя болид, следван от Хънт с проблем в измервателната единица. В последните обиколки Ройтеман успокои темпото си, знаейки че няма никакъв шанс да настигне и да изпревари Шектър, но е с комфортна преднина пред Депайе. Регацони загуби петата си позиция, след като задвижващия дросел се счупи, седем обиколки до финала, а обиколка по-късно състезанието на Андрети е преустановено с повреда в трансмисията.
За радост на местните фенове, Джоди Шектър записа третата си победа в неговата кариера, с почти четири секунди от Ройтеман. Подобрението на Депайе продължи с трета позиция, за направи деня за Тирел още по-успешен, докато Паче завърши четвърти пред Лауда. Отпадането на Регацони изкачи Мас до шестата позиция, а доброто представяне на Щомелен е наградено със седма позиция. Марк Донъхю завърши осми пред Прайс и Петерсон, който натискаше в последните обиколки. Тънмър накрая успя да изпревари заводския Лотус на Икс, с Кейзан финиширайки зад белгиеца. Чарлтън и Еванс бяха останалите финиширали надпреварата, въпреки че Жак Лафит и Фитипалди бяха все още на трасето, но много назад от победителя, след дългите стопове.

## Класиране
| Поз | No | Пилот             | Конструктор    | Обиколки | Време/Отпадане  | Място | Точки |
| --- | -- | ----------------- | -------------- | -------- | --------------- | ----- | ----- |
| 1   | 3  | Джоди Шектър      | Тирел-Форд     | 78       | 1:43:16.90      | 3     | 9     |
| 2   | 7  | Карлос Ройтеман   | Брабам-Форд    | 78       | + 3.74          | 2     | 6     |
| 3   | 4  | Патрик Депайе     | Тирел-Форд     | 78       | + 16.92         | 5     | 4     |
| 4   | 8  | Карлос Паче       | Брабам-Форд    | 78       | + 17.31         | 1     | 3     |
| 5   | 12 | Ники Лауда        | Ферари         | 78       | + 28.64         | 4     | 2     |
| 6   | 2  | Йохен Мас         | Макларън-Форд  | 78       | + 1:03.64       | 16    | 1     |
| 7   | 23 | Ролф Щомелен      | Хил-Форд       | 78       | + 1:12.91       | 14    |       |
| 8   | 28 | Марк Донъхю       | Пенске-Форд    | 77       | + 1 Об.         | 18    |       |
| 9   | 16 | Том Прайс         | Шадоу-Форд     | 77       | + 1 Об.         | 19    |       |
| 10  | 5  | Рони Петерсон     | Лотус-Форд     | 77       | + 1 Об.         | 8     |       |
| 11  | 34 | Гай Тънмър        | Лотус-Форд     | 76       | + 2 Об.         | 25    |       |
| 12  | 6  | Джеки Икс         | Лотус-Форд     | 76       | + 2 Об.         | 21    |       |
| 13  | 33 | Еди Кейзан        | Лотус-Форд     | 76       | + 2 Об.         | 22    |       |
| 14  | 31 | Дейв Чарлтън      | Макларън-Форд  | 76       | + 2 Об.         | 20    |       |
| 15  | 14 | Боб Еванс         | БРМ            | 76       | + 2 Об.         | 24    |       |
| 16  | 11 | Клей Регацони     | Ферари         | 71       | Газ             | 9     |       |
| 17  | 27 | Марио Андрети     | Парнели-Форд   | 70       | Трансмисия      | 6     |       |
| НКл | 21 | Жак Лафит         | Уилямс-Форд    | 69       | Не е класиран   | 23    |       |
| НКл | 1  | Емерсон Фитипалди | Макларън-Форд  | 65       | Не е класиран   | 11    |       |
| Отп | 32 | Иън Шектър        | Тирел-Форд     | 55       | Катастрофа      | 17    |       |
| Отп | 24 | Джеймс Хънт       | Хескет-Форд    | 53       | Горивна система | 12    |       |
| Отп | 17 | Жан-Пиер Жарие    | Шадоу-Форд     | 37       | Прегряване      | 13    |       |
| Отп | 10 | Лела Ломбарди     | Марч-Форд      | 23       | Горивна система | 26    |       |
| Отп | 20 | Артуро Мерцарио   | Уилямс-Форд    | 22       | Двигател        | 15    |       |
| Отп | 18 | Джон Уотсън       | Съртис-Форд    | 19       | Съеденител      | 10    |       |
| Отп | 9  | Виторио Брамбила  | Марч-Форд      | 16       | Радиатор        | 7     |       |
| НКв | 30 | Уилсън Фитипалди  | Фитипалди-Форд |          |                 |       |       |
| НКв | 22 | Греъм Хил         | Лола-Форд      |          |                 |       |       |

## Класиране след състезанието
| Поз | Пилот             | Точки |
| --- | ----------------- | ----- |
| 1   | Емерсон Фитипалди | 15    |
| 2   | Карлос Паче       | 12    |
| 3   | Карлос Ройтеман   | 10    |
| 4   | Джоди Шектър      | 9     |
| 5   | Джеймс Хънт       | 7     |
| 6   | Патрик Депайе     | 6     |
| 7   | Клей Регацони     | 6     |
| 8   | Йохен Мас         | 5     |

| Поз | Конструктор   | Точки |
| --- | ------------- | ----- |
| 1   | Брабам-Форд   | 19    |
| 2   | Макларън-Форд | 16    |
| 3   | Тирел-Форд    | 11    |
| 4   | Ферари        | 8     |
| 5   | Хескет-Форд   | 7     |